# رياض إبراهيم
رياض بن إبراهيم بن الحاج حسين العاني (1940 - 10 تشرين الأول نوفمبر 1982) هو أستاذ علم الأنسجة في جامعة بغداد، ووزير صحة عراقي، في عهد الرئيس أحمد حسن البكر ثم الرئيس صدام حسين، كان طبيباً نشأ في الأعظمية وحصلَ على الدكتوراه في علم الأنسجة، وهو بعثي قديم، وكان عضو شعبة في الحزب وعضو مكتب مركزي مشارك، عُزل من منصبه، وعُذّبَ قبل أن يُقتل وتُسلّم جثته إلى أخيه أسامة الحاج حسين وصديقه غازي الهبش، صودرت أمواله، ثم رُدّتْ إلى أهله الذين استقبلهم صدام حسين وبكى أمامهم على وفاة رياض إبراهيم.

## النشأة
درس رياض في ثانوية الأعظمية، وكان متفوقاً، ثم دخل الكلية الطبية الملكية في منتصف الخمسينيات، وفي 7 تشرين الأول عام 1959 حدثت محاولة فاشلة لاغتيال عبد الكريم قاسم، واتهم رياض إبراهيم بالاشتراك فيها، وكان حينئذٍ طالباً في كلية الطب، فسُجِنَ حتى عام 1962 حين صدر عفو رئاسي من عبد الكريم قاسم فخرجَ. والتحق بالمستشفى الجمهوري بمرتبة مقيم دوري، وكان رصيناً خلوقاً جريئاً، درس الاختصاص في بريطانيا، ثم أصبح وزير الصحة عام 1976، وكان نزيهاً.، وعقب اتفاقية كامب ديفد، قرر مجلس وزراء الصحة العرب في اجتماعه الطارئ ببغداد الطلبَ إلى منظمة الصحة العالمية أن تنقل مقر المكتب الإقليمي لشرقي البحر الأبيض المتوسط من الإسكندرية إلى مدينة عربية أخرى، وانتخاب الدكتور رياض إبراهيم حسين ناطقاً باسمها،، كان رياض ومعه عبد الرحمن العوضي من الكويت، وحسين الجزائري من السعودية، هم الثلاثة الذين قادوا حملة شديدة لنقل المكتب الإقليمي من الإسكندرية، استكمالاً لمقاطعة مصر بسبب اتفاقية كامب ديفيد.
لقد عُرف من رياض انتقادُه الحادّ لزملائه المسؤولين وسخريته منهم، سواء المقصرون في عملهم وغير المستحقين لمناصبهم، ورُويَ عنه قوله في جهاز المخابرات «لا تقول إنهم جماعتي، إنهم قتلة سفلة لم أنتمي للبعث ليتحول إلى أداة إجرام من تعذيب وقتل».

## مقتله
رُويَ عن أعضاء في القيادة القطرية منهم صلاح عمر العلي أنّ صدام حسين اجتمع ووزراءه ليناقشوا شؤون الحرب المستعرة مع إيران، فطلب صدام من وزرائه أن يُشيروا عليه ما ييسر لهم إيقاف الحرب، فقال له رياض إبراهيم إنْ كان اعتزالُك عن السلطة ولو قليلاً يُخفف شدة الحرب فأنا أوصي بذلك ثم تعود إلى السلطة وأنت رئيس الدولة، فقيل إنّ صدام حسين غضب على رياض إبراهيم غضبة شديدة وقتله بيده في نفس الجلسة أو بعدها، شاعت هذه الرواية، علماً بأن رياض إبراهيم كان قد عُزل من منصبه الوزاري وغير مرجّح أن يجتمع بصدام في جلسة رسمية، وقد ذكر صدام حادثة وزير الصحة بغير أن يذكر أسماء فقال إن الوزير قد وَقَّعَ متعمّداً على شراء أدوية ضارة لتضميد الجروح واستعمالها لمعالجة جرحى الجيش العراقي، وقيل إنّه قُتل بوشاية، عُزلَ من منصبه في حزيران 1982، فعاد الطبيب ليفتح عيادته المغلقة ويمارس مهنته الأولى، غيرَ أنه اعتقل يوم الافتتاح في 5 آب، وكان موته في 10 تشرين الثاني سنة 1982م، ولا تزال عائلته لا تعلم بسبب الإعدام.، وحين سأل صحفيون أجانب صدام حسين عن مقتل رياض كان جوابه «إن قتلتَ فسوف تُقتَل».

### رواية علاء بشير
بعد أن عُزل رياض إبراهيم عن الوزارة، سأله صديقه علاء  بشير عن سبب عزله، هل كان بسبب اقتراحه على الرئيس أن يستقيل؟ فقال رياض «ليس هناك مثل هذا الكلام على الإطلاق ولم اقترح أي شيء على صدام، ثم استدرك قائلا: الشيء الوحيد الذي أعتقد أنه سبب إخراجي هو إن الرئاسة طلبت مني ذات مرة أن أرسل طبيبا بيطريا باعتباره طبيبا بشريا مختصا بأمراض الباطنية إلى أميركا لدراسة معالجة السموم، ورفضت ذلك، وقلت لهم إن هذا من شأنه أن يخلق لنا مشكلة إذا اكتشفت الجهات المختصة في أميركا أننا زوّرنا وثائق طبيب بيطري وجعلناه طبيبا بشريا، ثم ألحّوا علي مرة أخرى لتنفيذ هذا الموضوع وكررت رفضي، وأعتقد أن هذا هو السبب الوحيد لأنني شعرت أن الرئيس (صدام) غضب واستاء كثيرا من رفضي»، فذكر علاء بشير أنّ ذلك الرفض حملَ الرئاسة على أن يكيدوا له مكيدة ليعاقبوه بسببها، فوجدوا أن أحد المرضى قد مات من جراء أخذ جرعة مفرطة من عقار كلورايد البوتاسيوم، وكان رياض إبراهيم بصفته وزير الصحة قد وافق على فسح هذا العقار وهو يعلم أنه مُضر، فاستحق العقوبة، لكنّ الطبيب علاء بشير يرى أن هذا العقار غير مضر إن استُعمل بدرجة مخففة، وأنّ من يستحق اللوم هو الطبيب الذي يزيد الجرعة.

### رأي ابنته
| كان إعدامه خطأ فادحا وجريمة وخسارة كبيرة للحزب والعراق. |
| —برزان إبراهيم الحسن                                    |

ذكرت رَيَّا الحاج حسين ابنةُ الدكتور رياض إبراهيم، أن الأقاويل كثرت فيما يتعلق بأسباب مقتل والدها وبالطريقة التي قُتل بها، غيرَ أنها تشك في ذلك كله، ومن ذلك رواية علاء بشير طبيب صدام حسين، وكذلك الرواية الشهيرة التي تناقلها العراقيون والعالم التي يُذكر فيها اقتراح رياض إبراهيم على صدام أن يتنحى عن السلطة، وهذه الرواية تتطلب التحقق الذي ما زال مستمراً.

### التحقيق

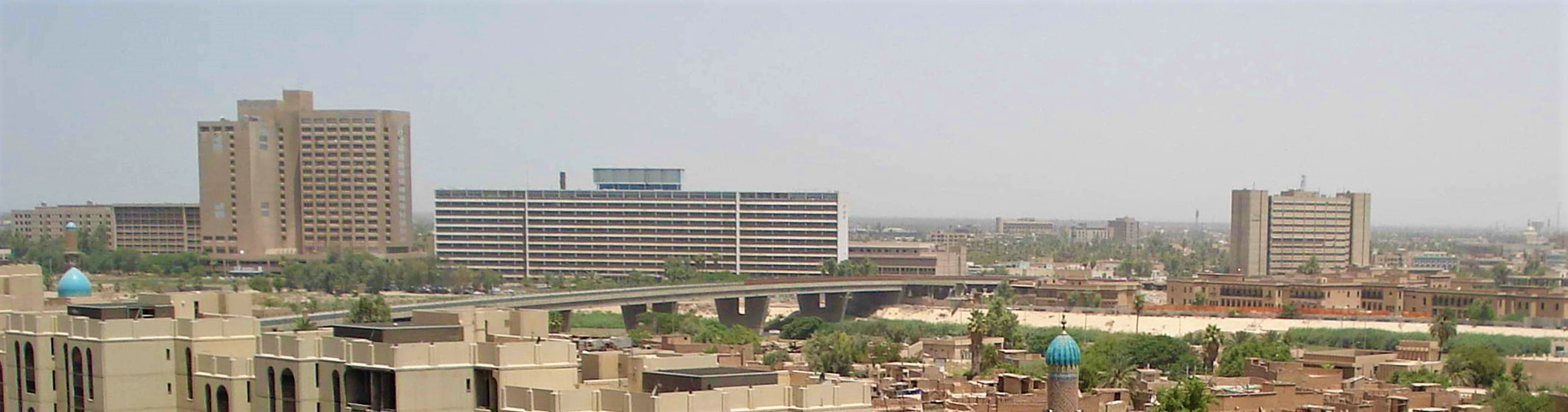
مدينة الطب في بغداد، تتكون من عدة مباني تبدو على يسار الصورة وراء الجسر

صورة حديثة لأحد مداخل مدينة الطب

في عام 1982، حدثت وفيات متكررة عند إجراء عمليات القلب في مدينة الطب، فصدر قرار بإيقاف العمليات حتى يتبيّن سبب الوفيات المتكررة، فلم يظهر سبب، فاستؤنفت عمليات القلب وعاد تكرار الوفيات، فأخذوا يفحصون كل الأدوية المستعملة في العمليات، فوجدوا أنّ سبب الوفيات هو وجود تركيز كلورايد البوتاسيوم في زجاجات الإبر أعلى بأضعاف مما هو مكتوب عليها، فكان ذلك هو سبب توقف القلب، فكتب الدكتور يوسف النعمان مسؤول قسم القلب والأوعية الدموية، تقريراً إلى وزير الصحة رياض إبراهيم، لحل المشكلة سريعاً، فتلقى الوزير التقرير وكتب عليه «اطلعتُ، الدكتور صباح ميخائيل لاتخاذ اللازم»، فقام صباح ميخائيل رئيس المؤسسة العامة للأدوية بأمر جميع المستشفيات بسحب الدواء المذكور الذي يحتوي على تركيز أعلى مما هو مكتوب عليه، غيرَ أنّ الوفيات ظلت تتكرر، وتبيّن حينئذٍ أن الدواء لازم ولكنه يجب أن يكون بتركيز تنازلي يصل إلى الخفيف، فتوقفت بعدئذٍ الوفيات وانحلت المشكلة، وما لبثت المشكلة أن تنتهي حتى أُحضِر إلى المستشفى مريض تكريتي من أقارب الرئيس صدام، وهو في حالة خطرة، فأشرف على علاجه الدكتور سعد الوتري، فمرّ عليه الدكتور يوسف النعمان وذكّره بأن يستعمل كلورايد البوتاسيوم بالتركيز الصحيح، لكيلا تتكرر حالات الوفيات، فسمع ذلك أهلُ المريض المرافقون، ولمّا كانت حالة المريض خطرة، فقد مات قبل أن يُدركه الأطباء، فسعى أهل المريض إلى صدام حسين وأخبروه بما سمعوا من الطبيب، فاستدعي رياض إبراهيم بتهمة الفساد والتواطؤ مع الخميني للموافقة على فسح عقار البوتاسيوم الضار، فتشكلت لجنة بإدارة فاضل البراك، وأخرى بإدارة سمير الشيخلي، وبدا للجنتين أن رياض إبراهيم بريء من التهمة، فتسلّم القضية برزان التكريتي ومعه أرشد ياسين وصباح مرزا، وبدأ التعذيب حتى قُتل، وحين تسلّم أهله الجثة، وجدوا الرأس مهشماً، وملفوفاً بالضمادات، ورَأَوا كسوراً في أنحاء الجسم، وأثر رصاصات، وقد كُتب السبب في شهادة الوفاة أنه إعدام رمياً بالرصاص، وفقاً لرواية ابنة الدكتور رياض إبراهيم.